# Gonzalo Abaha Nguema Mikue
Gonzalo Abaha Nguema Mikue (Teguete-Bekueñ, Evinayong, Guinea Ecuatorial, 22 de diciembre de 1996) es un activista LGBTIQ+ es un escritor e investigador ecuatoguineano.

## Biografía
Nació en Guinea Ecuatorial en 1996. Es diplomado en Interventoría y Auditoría de Proyectos y licenciado en Cooperación Internacional y Desarrollo Sostenible.
Como activista ha colaborado con las oenegés BiriaElat, IDHMA y Adalbe Motiva, ha presidido la plataforma cultural Bayard Rustin y es coordinador del colectivo Somos Parte del Mundo, única asociación LGTBI que existe en su país.
Ha colaborado en proyectos con organizaciones como Casa África, Cabildo de Tenerife, Fundación Pedro Zerolo, Acción Triángulo, Fundación 26 de Diciembre y AECID (proyecto Armarios abiertos).
Ha escrito artículos en las revistas NEGRXS y Bocas y palabras y su activismo ha despertado interés en medios como El Salto, CTXT, Fronterad, Afroféminas o el programa de radio La llave.
Con su segunda novela, “Lo rarito que eres”, abordó las terapias de conversión, las nuevas masculinidades y la deshumanización de los cuerpos en su país de origen

## Obra
- Las ratas también se enamoran (2021).[11]
- Lo rarito que eres (Lenoy Ediciones, 2023).[12]

## Premios y reconocimientos
- Ganador del V Premio de Relato Corto Amadou Ndoye con "Paletos de Abiete", editado por la Universidad de La Laguna (Tenerife).[5]